# بيرت بوتير
بيرت بوتير (بالإنجليزية: Bert Potter)‏ هو ملحن أمريكي، ولد في 11 مارس 1874، وتوفي في 29 يناير 1930.